# Mohammad Nur Ahmad Etemadi
Nur Mohammad Ahmed Etemadi (paschtunisch محمد نور احمد اعتمادي; * 22. Februar 1921 in Kandahar; † 10. August 1979) war ein afghanischer Diplomat und Politiker.
Von 1964 bis 1965 war er Mitglied der verfassungsgebenden Versammlung. Mohammad Nur Ahmad Etemadi war von 1964 bis 1965 zum ersten Mal Botschafter in Pakistan. 1965 ernannte ihn Mohammed Daoud Khan zum Außenminister. Neben dem Amt des Außenministers bekleidete er von 1. November 1967 bis 1971 das Amt des Ministerpräsidenten. Für seine Abberufung aus diesen beiden Ämtern und seine Entsendung als Botschafter nach Rom wurden eine unbefriedigende Wirtschaftsentwicklung und fehlende Unterstützung in der Loja Dschirga angegeben. So war er auch kein Hindernis bei der Abschaffung der Monarchie in Afghanistan. Von 1974 bis 1976 war er Botschafter in Moskau, anschließend war er erneut Botschafter in Pakistan.
Er wurde bei der Saurrevolution 27. April 1978 verhaftet und während der Regierung von Nur Muhammad Taraki hingerichtet.